# Aber (Familienname)
Aber ist ein deutscher Familienname.

## Herkunft und Bedeutung
Aber ist eine Variante des Familiennamens Albert.

## Namensträger
- Adolf Aber (1893–1960), deutsch-britischer Musikwissenschaftler
- Eduard Aber (1810–1899), preußischer Verleger und Buchhändler
- Felix Aber (1895–1964), deutsch-amerikanischer Rabbiner
- Jessica Aber (1981–2025), US-amerikanische Juristin